# 草地网球协会
草地网球协会（英語：Lawn Tennis Association，简称LTA），又称英国草地网球协会，是大不列颠、海峡群岛和马恩岛网球运动的体育管理组织。该组织成立于1888年，七次温布尔登网球锦标赛冠军威廉·伦肖当选为第一任主席。
草地网球协会的宗旨是推动这项运动“从基层参与到职业比赛”，基于一个基本的信念，即网球可以提供“球场内外的身体、社会和精神奖励”。草地网球协会的主要训练设施是位于伦敦西南部罗汉普顿的国家网球中心（NTC），该中心于2007年开放。威爾斯王妃凱薩琳自2017年以来一直是草地网球协会的赞助人。

## 历史
英国草地网球协会成立于1888年，也就是第一次温布尔登网球锦标赛的11年后，它的任务是维护英国网球这一新兴运动的新规则和标准。
1978年，政府对英国网球的现状进行了调查，指责英国网球协会在发展这项运动的过程中过于自满和缺乏行动。.在20世纪80年代和90年代，为了提高网球在英国的知名度，并促进人们除了在温网举办两周之外对这项运动也感兴趣和并参与进来，英国发起了一系列倡议和行动，比如数投资百万英镑于室内球场的建设，以及网球教练和网球培训计划。然而，在20世纪90年代末，这些广泛的倡议显然没有产生预期的效果，所以LTA转向了更具针对性的方法，目的是吸引并留住初级玩家，改变网球俱乐部间的文化，使之更有利于对“青少年友好”；找出最好的年轻球员并帮助他们成长。这导致了「2000年俱乐部愿景」（2000 of Club Vision）的推出，一个为网球俱乐部的壮大提供更多支持和资源的新策略，随后在2001年进行的「城市网球俱乐部计划」（City Tennis Club programme），专门旨在鼓励来自在市中心地区多样/贫困背景的年轻球员参与进来。
2004年，草地网球协会为了摆脱传统的中产阶级形象，吸引更多年轻人参与这项运动，曾考虑将其名称改为“Tennis GB”，但最终未能实施。
2019年3月，LTA发起了一项名为“网球开放起来”（"Tennis Opened Up"）的新倡议，旨在向更广泛的受众推广这项运动，其明确使命是“通过让网球变得有意义、平易近人、受欢迎，以及快乐地来发展网球”。除了倡议，还有一个重大的品牌重塑战略，其中“草地网球协会”的全名被放弃，一个新的LTA标志被公布。

## 国家网球中心
国家网球中心（NTC）位于伦敦西南部的罗汉普顿，与地处温布尔登的全英草地网球和门球俱乐部非常靠近，NTC于2007年由英国女王伊丽莎白二世正式宣布开放，拥有22个球场、以及运动员宿舍和一个体育科学中心，是英国顶级网球运动员的聚集地。
NTC有12个丙烯酸硬地球场(6个室内，6个室外)，6个红土场和4个草地场，场地的质量与国际大型赛事看齐。

## 旗下赛事
目前其组织和管理的赛事有：
- 温布尔登网球锦标赛
- 诺丁汉公开赛
- 伯明翰精英赛
- 女王俱乐部锦标赛
- 伊斯特本国际赛
- 轮椅网球锦标赛英国公开赛（英语：British Open Wheelchair Tennis Championships）
- 伊尔克利挑战赛（英语：Ilkley Trophy）
- 英国网球队在戴维斯杯和比利·简·金杯的主场比赛

## 争议
在2022年俄罗斯入侵乌克兰事件之后，全英草地网球和门球俱乐部完全照搬英国政府的建议，禁止俄罗斯球员和白俄罗斯球员参加2022年温布尔登锦标赛，以及草地网球协会决定对其组织的英国草地网球赛事进行类似的行为，这些赛事是温布尔登网球锦标赛的重要热身赛事。组委会的决定没有给俄罗斯和白俄罗斯选手任何选择，包括通过中立的身份参加该赛事。这一决定受到了许多球员和该运动的三个管理机构的严厉批评，被认为是歧视性的，并危及排名系统和巡回赛的完整性。一个月后，网球运动的三个管理机构（ATP、WTA和ITF）决定制裁全英草地网球俱乐部，取消2022年温布尔登网球锦标赛男子、女子、青少年和轮椅比赛的排名积分。在受到排名积分被取消可能会受到广泛球员退出的压力下，以及英国政府放宽俄白两国运动员的参赛门槛，草地网球协会于2023年恢复俄罗斯球员和白俄罗斯球员的参赛权。

## 链接
- LTA官方网站 （页面存档备份，存于）